# Diplocaulus
Diplocaulus  (que significa «doble capucha») es un género extinto de anfibios lepospóndilos que vivieron a finales del período Carbonífero hasta a finales del período Pérmico, hace 306 a 255 millones de años. El primer espécimen fue descubierto en 1877 en Texas por Edward Cope en la denominada «guerra de los Huesos».

## Características

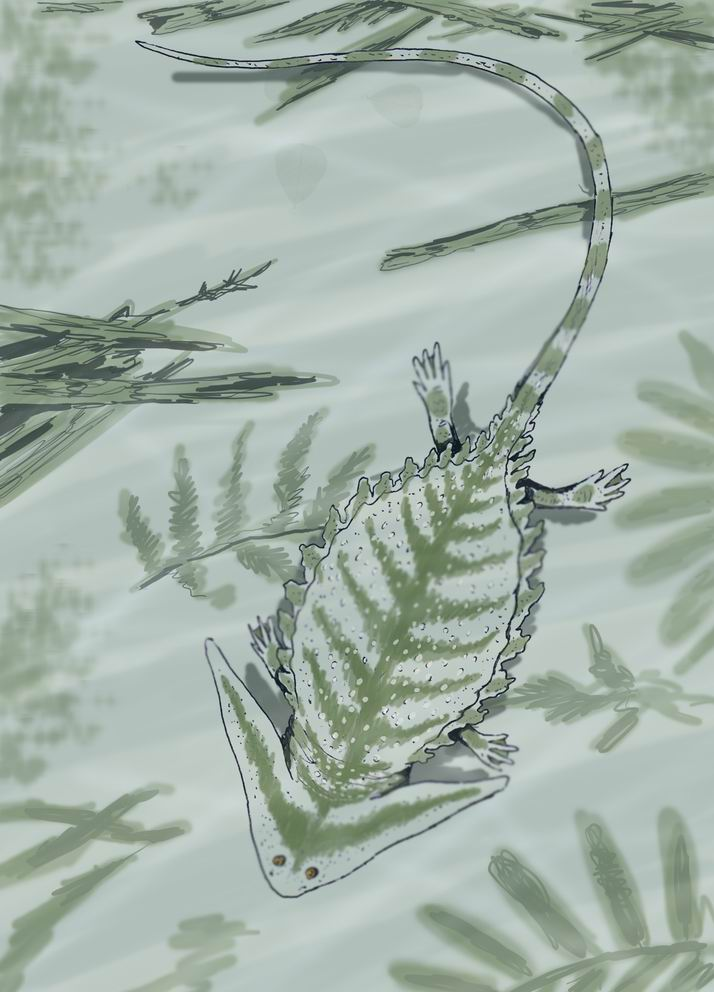
Diplocaulus camuflado.

Los Diplocaulus adultos llegaban a medir aproximadamente un metro de longitud. Diplocaulus poseía un cuerpo corto y ancho y unas extremidades cortas, lo que intriga a muchos científicos. Poseía  además una cabeza en forma de búmeran, lo que ha llevado a algunos científicos a suponer que podría haber servido para nadar mejor en el agua moviendo el agua hacia los lados como un tiburón o para que los depredadores no lo pudieran engullir.  Al igual que el género Diploceraspis, los individuos juveniles no presentaban cuernos, los cuales iban desarrollando a medida que crecían Por otra parte, Rinehart & Lucas (2001) demostraron que el desarrollo de los cuernos tabulares no era un proceso continuo, sino que, al contrario, presentaba un patrón de dos fases ontogénicas.

## En la cultura popular
- El esqueleto fosilizado de un Diplocaulus está en exhibición en la Universidad de Míchigan Museo de Historia Natural, en Ann Arbor, Míchigan. La pantalla presenta el arte de los Diplocaulus con la controvertida piel que se extiende desde la punta de la cabeza hasta la cola.
- El esqueleto fosilizado de un Diplocaulus está en exhibición en el Museo de Ciencias Naturales de Houston en Houston, Texas.

## Galería

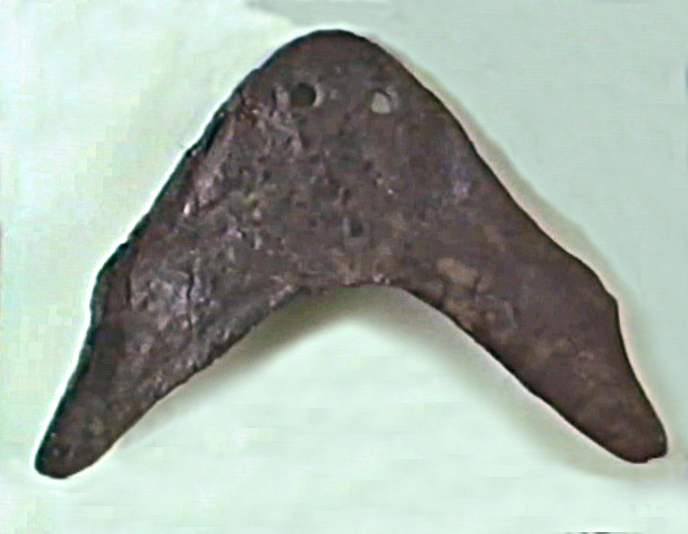
Cráneo de Diplocaulus magnicornis en el Museum für Naturkunde de Berlín.
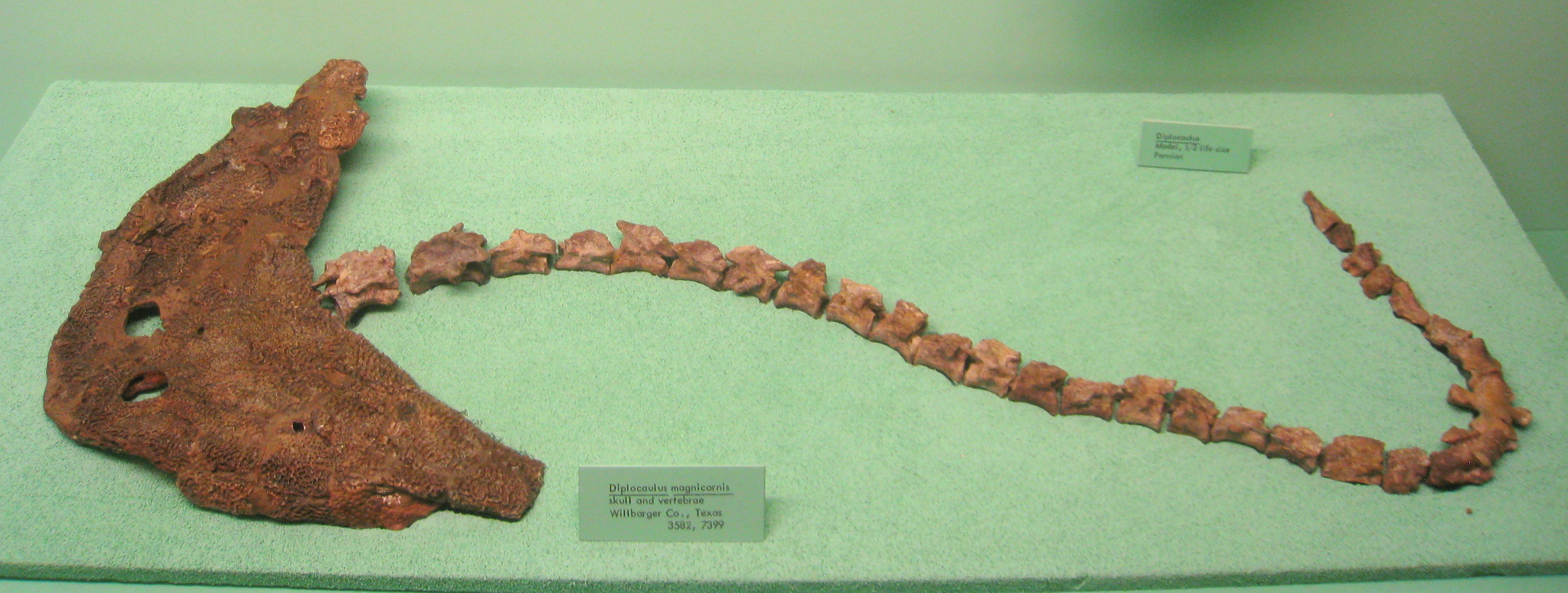
Diplocaulus magnicornis Exhibido del Museo de Historia Natural de la Universidad de Michigan.
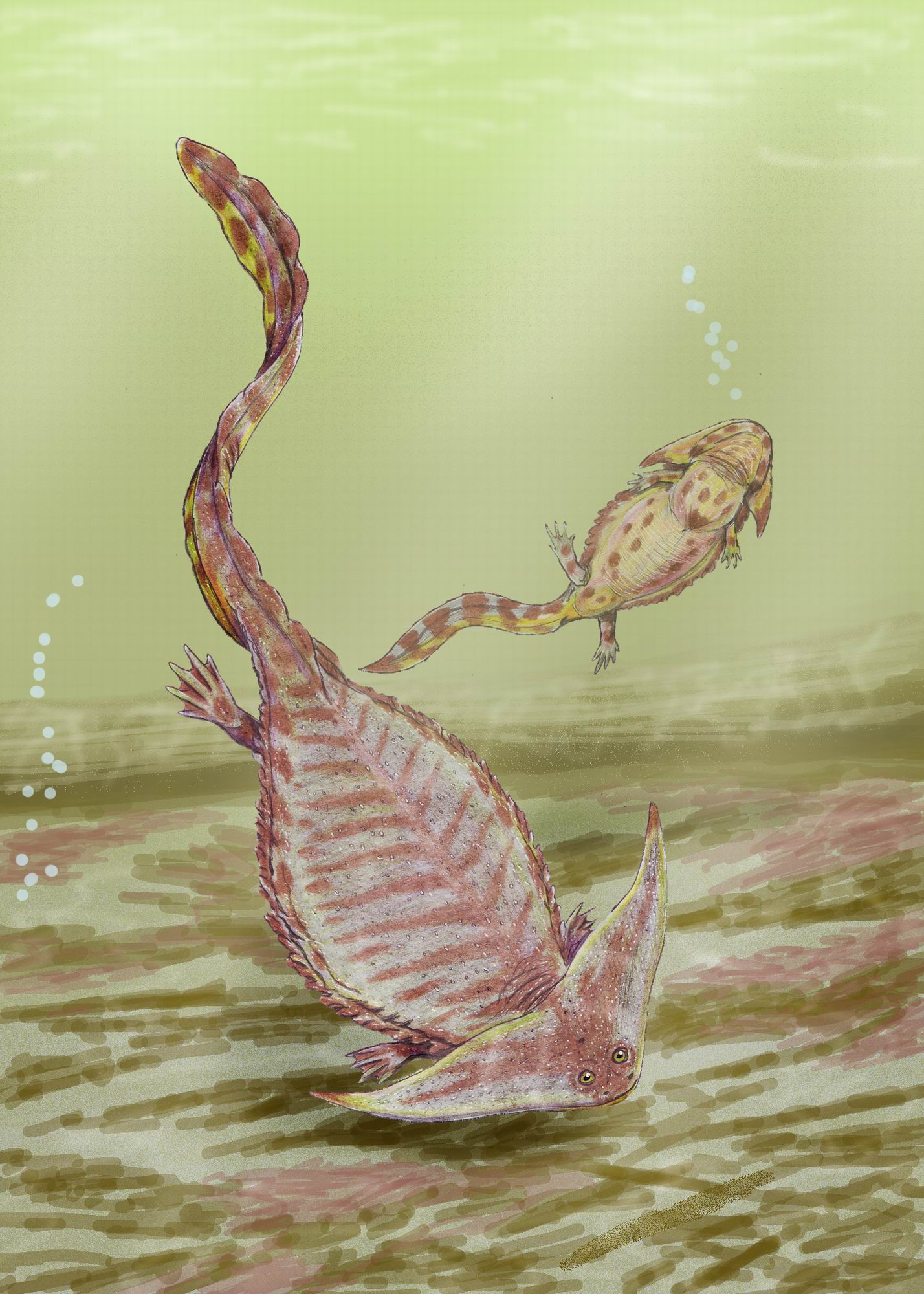
Reconstrucción de Diplocaulus de la formación de Vale.